# Paninternational

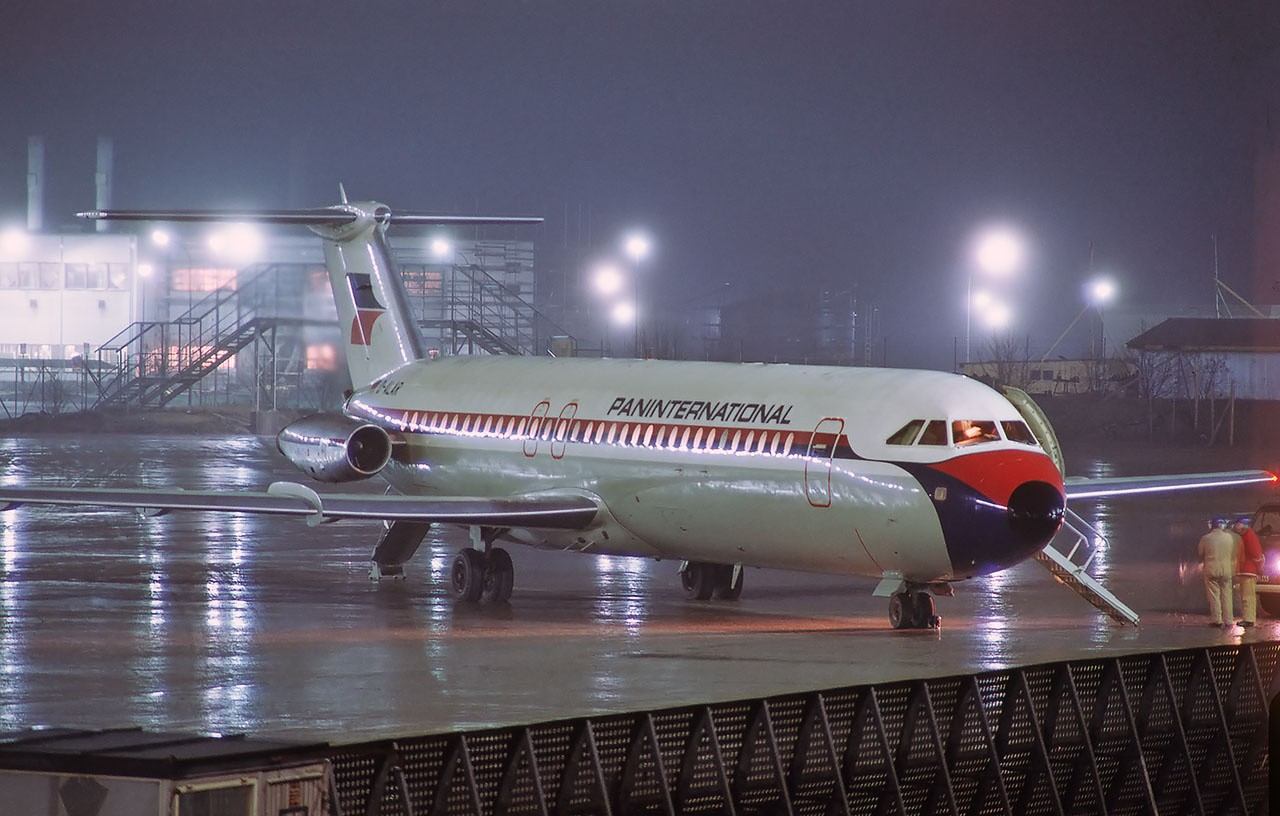
BAC 1-11 Paninternational, Stockholm-Arlanda 1970

Paninternational var ett tyskt flygbolag baserat på Flughafen München Riem som utförde charterflygningar. Bolaget grundades år 1968.
Efter en flygolycka med ett BAC 1-11 den 6 september 1971, som nödlandade på en motorväg och där 22 av de 121 ombordvarande miste livet, var företaget tvunget att upphöra med flygverksamheten. 

## Flotta
Plan som ingått i flottan:
- 4 BAC 1-11
- 2 Boeing 707-120

## Källhänvisningar